# Milo Aukerman

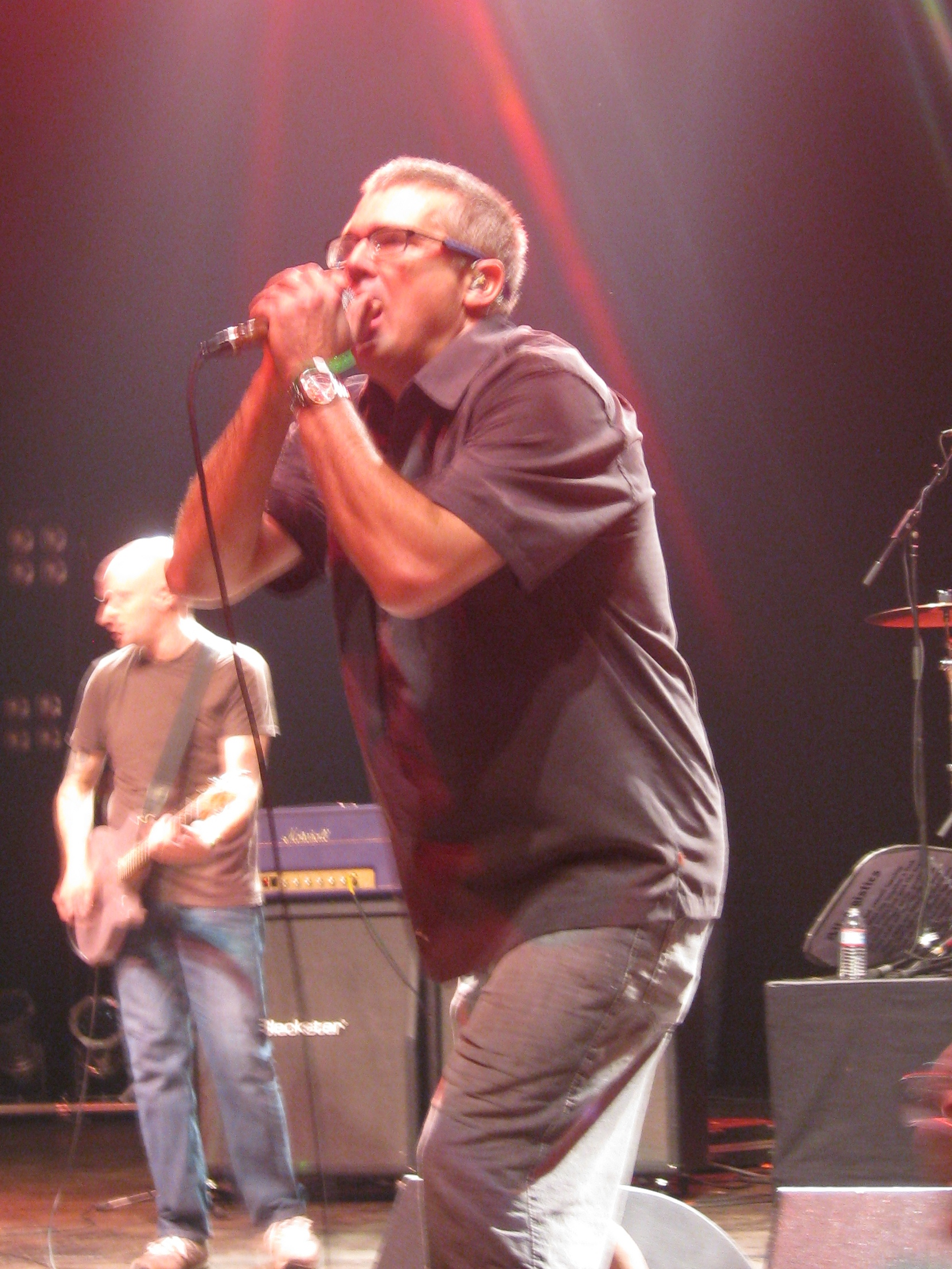
Milo Aukerman (2011)

Milo Aukerman (* 1. Januar 1963 in Lomita, Kalifornien) ist bekannt geworden als Bandleader und Sänger der Band The Descendents.

## Bildung und wissenschaftliche Karriere
Aukerman besuchte die Mira Costa High School mit anderen Mitgliedern der Descendents. Er hat einen Doktortitel in Biologie von der UC San Diego, führte Postdoktorandenforschung in Molekularbiologie an der University of Wisconsin-Madison und der University of Pennsylvania durch und arbeitete früher als Pflanzenforscher bei DuPont und als außerordentlicher Professor an der University of Delaware.  In einem Interview mit Spin im Jahr 2016 gab Aukerman bekannt, dass er beschlossen habe, die Forschung zu beenden, um Vollzeit Musik zu machen.

## Musikalische Karriere
Obwohl Aukerman  ursprünglich kein Mitglied war, schloss er sich Descendents an, nachdem ihre erste Single veröffentlicht wurde („Ride the Wild“ s/w „It's a Hectic World“), in der die Gründungsmitglieder Frank Navetta und Tony Lombardo am Leadgesang standen. Aukermans erste Aufnahme mit Descendents war die Fat EP, die 1981 veröffentlicht wurde. Das erste Descendents-Album in voller Länge wurde 1982 veröffentlicht und trug den Titel Milo Goes to College, da Aukerman sich damals entschieden hatte, die Gruppe zu verlassen, um einen Abschluss in Biochemie an der University of California, San Diego, zu machen. In dieser Zeit waren die übrigen Descendents-Musiker in der Band ALL aktiv. Von 1983 bis 1987 kehrte Aukerman mehrmals kurz zu Descendents zurück, um Alben aufzunehmen und auf Tour zu gehen. Aukerman verließ die Band angeblich endgültig am Ende der Nebentournee für das Album All von 1987, woraufhin die verbleibenden Mitglieder weiterhin mit einer Reihe von Leadsängern unter dem Namen All tourten und aufnahmen.
Aukerman beschloss 1995, sich Descendents anzuschließen und veröffentlichte im folgenden Jahr das Album Everything Sucks. Er kehrte nach der Tournee zur Unterstützung des Albums zu seiner Karriere in der Molekularbiologie zurück und kehrte in den nächsten Jahren zeitweise zu Descendents zurück, um zu touren und das Album Cool to Be You und die EP 'Merican aufzunehmen, die beide 2004 auf Fat Wreck Chords veröffentlicht wurden.
Im Juli 2016 kündigte Aukerman an, dass er seine wissenschaftliche Karriere beenden würde, um die Nachkommen in Vollzeit zu verfolgen, unter Berufung auf Burnout mit Biochemie und Entlassung von DuPont. Die Band veröffentlichte am 29. Juli 2016 ihr siebtes Studioalbum Hypercaffium Spazzinate.
Als Musiker singt Aukerman in einem mittleren Tenor, und seine allgemein optimistischen Texte umfassen so universelle Themen wie Mädchen, Ablehnung, Abhängigkeit von Koffein und die nie endende Suche nach gutem Essen. Er ist bekannt für seine besichtige, unverschämt nerdige Persönlichkeit und sein selbstironisches, „Anti-Rockstar“-Gewand. Neben seiner Arbeit mit Descendents hat Aukerman auch Backing Vocals für andere Musiker (einschließlich Descendents Offshoot All) zur Verfügung gestellt und war 1988 in San Diego kurz an der Spitze der Band Milestone, während er die Universität besuchte.

## Privat
Aukerman lebt mittlerweile in Newark (Delaware), was für die Band ein organisatorisches Problem darstellt.